# Adenocarcinoom
Een adenocarcinoom of klierkanker is een carcinoom dat in het epitheelweefsel van klieren ontstaat. Om als adenocarcinoom te worden gekenmerkt hoeven de cellen niet strikt noodzakelijk deel van een klier uit te maken, zolang de cellen maar een excretiefunctie hebben. Een goedaardige gezwel dat uitgaat van klierweefsel, wordt adenoom genoemd.
Adenocarcinomen komen veel voor bij:
- baarmoederkanker
- borstkanker
- darmkanker
- longkanker
- maagkanker
- prostaatkanker
- slokdarmkanker
- alvleesklierkanker, 75-96% betreft ductaalcel adenocarcinoom

## Websites
- NIH. afbeelding met adenocarcinoom in de longen.